# São José de São Lázaro
São José de São Lázaro ist eine ehemalige Gemeinde (Freguesia) im Norden Portugals.

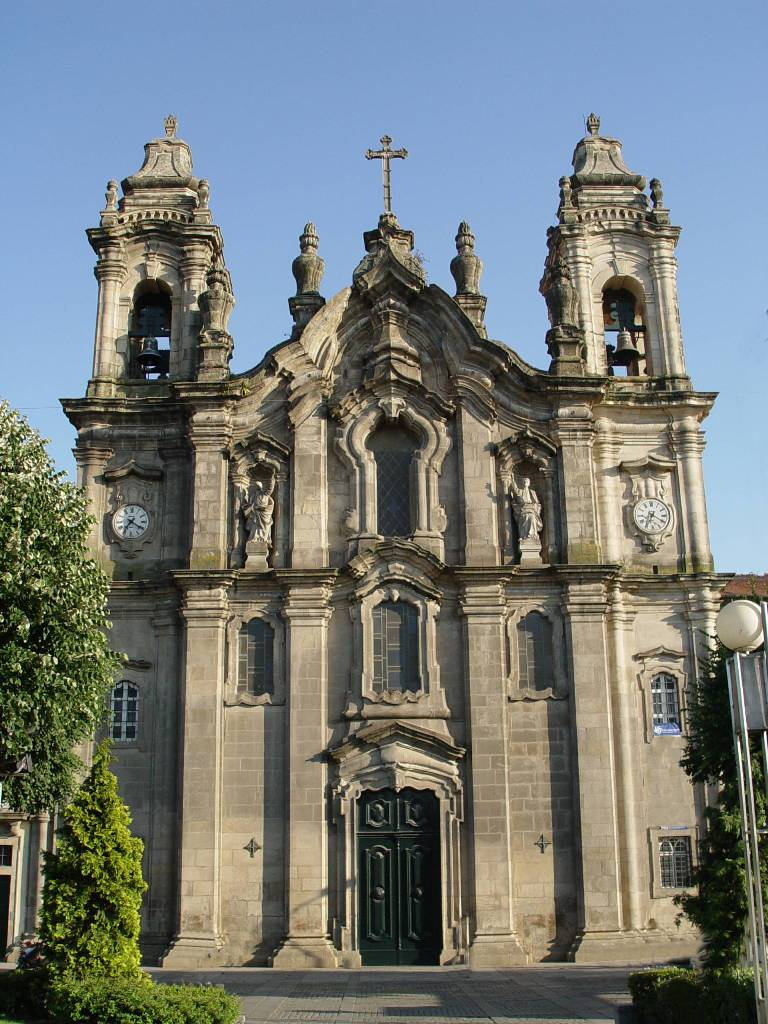
Basilika Congregados in São José de São Lázaro

São José de São Lázaro gehört zum Kreis und zum Stadtkern von Braga im gleichnamigen Distrikt Braga. Die Gemeinde hatte eine Fläche von 2,17 km² und 13.569 Einwohner (Stand 30. Juni 2011).
Am 29. September 2013 wurden die Gemeinden Braga (São José de São Lázaro) und Braga (São João do Souto) zur neuen Gemeinde União das Freguesias de Braga (São José de São Lázaro e São João do Souto) zusammengeschlossen. Braga (São José de São Lázaro) ist Sitz dieser neu gebildeten Gemeinde.

## Bauwerke
- Fonte do Ídolo
- Quinta do Fujacal
- Convento, Colégio und Igreja dos Congregados oder Convento da Congregação de São Filipe de Néri
- Casa Rolão (an der Avenida Central)
- Palácio do Raio
- Bracara Augusta
- Igreja dos Terceiros
- Estádio Primeiro de Maio
- Parque da Ponte
- Cruzeiro da Senhora-a-Branca